# Bikini Girls from the Lost Planet
Bikini Girls from the Lost Planet ist ein US-amerikanischer Erotikfilm des Regisseurs Fred Olen Ray, der 2006 als Fernsehproduktion und für den DVD-Markt gedreht wurde.

## Handlung
Auf dem Planeten Aqua Terra leben keine Männer, sondern nur Frauen. Um trotzdem eine Fortpflanzung zu ermöglichen, werden alle 20 Jahre Männer von der Erde entführt, oder zumindest ihr Samen entwendet. Morganna, die Königin des Planeten sendet deshalb Commander Danow und ihre Offizierin Annie auf dem Raumschiff Phalanx zur Erde. Auf der Basis von Videos entscheiden sich beide für Bikinis als angemessene Bekleidung für Frauen auf der Erde. Um ihnen bei der Auswahl von männlichen Zielen zu helfen, bitten sie Kim um Hilfe. Sie ist eine Studentin, die ihre Noten regelmäßig durch Sex mit dem Lehrpersonal aufbessert. Nachdem es ihnen mit Kims Hilfe gelungen ist, Samen von ihrem Mann zu sammeln, kontaktieren sie ihren Heimatplaneten. Es wird beschlossen, dass sie lieber zwei Männer fangen und entführen sollen. 
Letztendlich schrumpfen sie mit Hilfe eines Strahlers sowohl zwei namenlose Männer, als auch Professor Quartermass, den MIB-Agenten Decker (der sie beobachten sollte) und Kims Mann Gary und verschleppen sie auf ihr Schiff.

## Hintergrund
Produziert wurde der Film von der Produktionsgesellschaft Image Entertainment und vertrieben durch Retromedia Entertainment. Er wurde ab Ende 2006 mehrfach zu festen Uhrzeiten und „on demand“ bei den Senderketten Cinemax und HBO ausgestrahlt.
Der Film wurde gemeinsam mit Ghost in a Teeny Bikini gedreht.
Die Videosequenzen, die den beiden außerirdischen Frauen dienen, um die Erde kennenzulernen, stammen aus anderen Erotikfilmen des Regisseurs.

## Rezeption
Dr. Gore's Movie Reviews beschreibt den Film als eines der "besseren Bikini-Abenteuer" von Fred Olen Ray. Insbesondere lobt er Christine Nguyen und Nicole Sheridan für ihre Darstellungen, bedauert zugleich die zu wenigen Auftritte von Rebecca Love im Film. Tars Tarkas vergibt mit neun von zehn Punkten eine durchweg positive Kritik, wohingegen Mitch Lovell für The Video Vacuum den Film als unterdurchschnittlich bewertet aufgrund der nicht gelungenen Witze und der mangelnden Beteiligung von Rebecca Love.